# Потоцкий, Виктор
Виктор Потоцкий (хорв. Viktor Potočki, род. 27 марта 1999, Доня-Стубица, Крапинско-Загорская жупания) — хорватский шоссейный велогонщик.

## Карьера
Многократный чемпион и призёр чемпионата Хорватии по шоссейному велоспорту в разных возрастных категориях.
В 2021 году стал чемпионом Хорватии по велокроссу.

## Достижения

### Шоссе
2016
 Чемпион Хорватии — индивидуальная гонка U19
3-й на Чемпионат Хорватии — индивидуальная гонка U19
2017
 Чемпион Хорватии — групповая гонка U19
 Чемпион Хорватии — индивидуальная гонка U19
2018
 Чемпион Хорватии — групповая гонка
 Чемпион Хорватии — групповая гонка 23
Memorial Damir Zdrilicá
3-й на Чемпионат Хорватии — индивидуальная гонка U23
2019
 Чемпион Хорватии — групповая гонка 23
 Чемпион Хорватии — индивидуальная гонка U23
2020
 Чемпион Хорватии — групповая гонка 23
 Чемпион Хорватии — индивидуальная гонка U23
2-й на Чемпионат Хорватии — групповая гонка
2-й на Чемпионат Хорватии — индивидуальная гонка
2021
 Чемпион Хорватии — групповая гонка
 Чемпион Хорватии — групповая гонка 23
2-й на Джиро дель Бельведере
2-й на Вышеград 4 Байсайкл Рейс — Гран-при Венгрии
3-й на Чемпионат Хорватии — индивидуальная гонка U23

### Велокросс
2019-2020
 Чемпион Хорватии

## Рейтинги
| Год                 | 2018  | 2019  | 2020  | 2021  | 2022  | 2023  | 2024   |
| ------------------- | ----- | ----- | ----- | ----- | ----- | ----- | ------ |
| Мировой рейтинг UCI | 476-й | 836-й | 391-й | 476-й | 510-й | 765-й | 1129-й |
| Европейский тур UCI | 273-й | 610-й | 320-й | 387-й | 406-й | -     | -      |
|                     |       |       |       |       |       |       |        |
| Источник: UCI       |       |       |       |       |       |       |        |